# Calciatore sudamericano dell'anno 1989
Il premio di calciatore sudamericano dell'anno per il 1989 fu assegnato a Bebeto, calciatore brasiliano del Vasco da Gama.

## Classifica
| Pos. | Calciatore           | Naz.      | Punti | Club              |
| ---- | -------------------- | --------- | ----- | ----------------- |
| 1.   | Bebeto               | Brasile   | 74    | Vasco da Gama     |
| 2.   | Mazinho              | Brasile   | 42    | Vasco da Gama     |
| 3.   | René Higuita         | Colombia  | 34    | Atlético Nacional |
| 4.   | Santiago Ostolaza    | Uruguay   | 32    | Nacional          |
| 5.   | Sergio Batista       | Argentina | 30    | River Plate       |
| 6.   | Hugo de León         | Uruguay   | 29    | Nacional          |
| 7.   | Álex Aguinaga        | Ecuador   | 28    | Necaxa            |
| 8.   | Juan Simón           | Argentina | 23    | Boca Juniors      |
| 9.   | Alfonso Domínguez    | Uruguay   | 22    | Peñarol           |
| 10.  | Carlos Alfaro Moreno | Argentina | 21    | Independiente     |
| 11.  | Arnoldo Iguarán      | Colombia  | 19    | Millonarios       |
| 11.  | Albeiro Usuriaga     | Colombia  | 19    | Atlético Nacional |